# 霍爾梅克河
51°25′43″N 8°15′57.33″E / 51.42861°N 8.2659250°E
霍爾梅克河（德語：Hormecke），是德國的河流，位於該國西部，處於北萊茵-威斯特法倫州，屬於黑沃河的左支流，河道全長1.8公里，流域面積0.8平方公里。